# 大阪市立古市小学校
大阪市立古市小学校（おおさかしりつ ふるいちしょうがっこう）は、大阪府大阪市旭区にある公立小学校。

## 沿革
1873年に当時の東成郡8か村が連合して千林小学校を創設したことが、学校の起源となっている。現在の大阪市立清水小学校とは起源を同じくしている。1922年に学校組合を解き、古市村の東成郡古市尋常小学校（当校）と、清水村の東成郡清水尋常高等小学校（現在の大阪市立清水小学校）に分離した。
- 1873年 - 大阪府第三区千林村他八か村組合公立千林小学校として創設。
- 1909年5月 - 坂北高等小学校と合併し、東成郡千林尋常高等小学校となる。
- 1922年12月 - 古市、清水両村学校組合を解消。東成郡古市尋常小学校として分離し、発足。
- 1925年4月 - 古市村が大阪市に編入され、大阪市立古市尋常小学校となる。
- 1941年4月 - 国民学校令により、大阪市古市国民学校となる。
- 1947年4月 - 学制改革により、大阪市立古市小学校と改称。
- 1949年4月 - 太子橋分校を開設。
- 1949年9月 - 太子橋分校が大阪市立太子橋小学校として分離開校。

## 通学区域
- 大阪市旭区 今市1丁目-2丁目、森小路1丁目-2丁目、千林1丁目-2丁目。

卒業生は基本的に大阪市立今市中学校へ進学する。

## 交通
- 地下鉄谷町線 千林大宮駅 南東へ約300m。
- 京阪本線 森小路駅 北へ約300m。